# Tafta

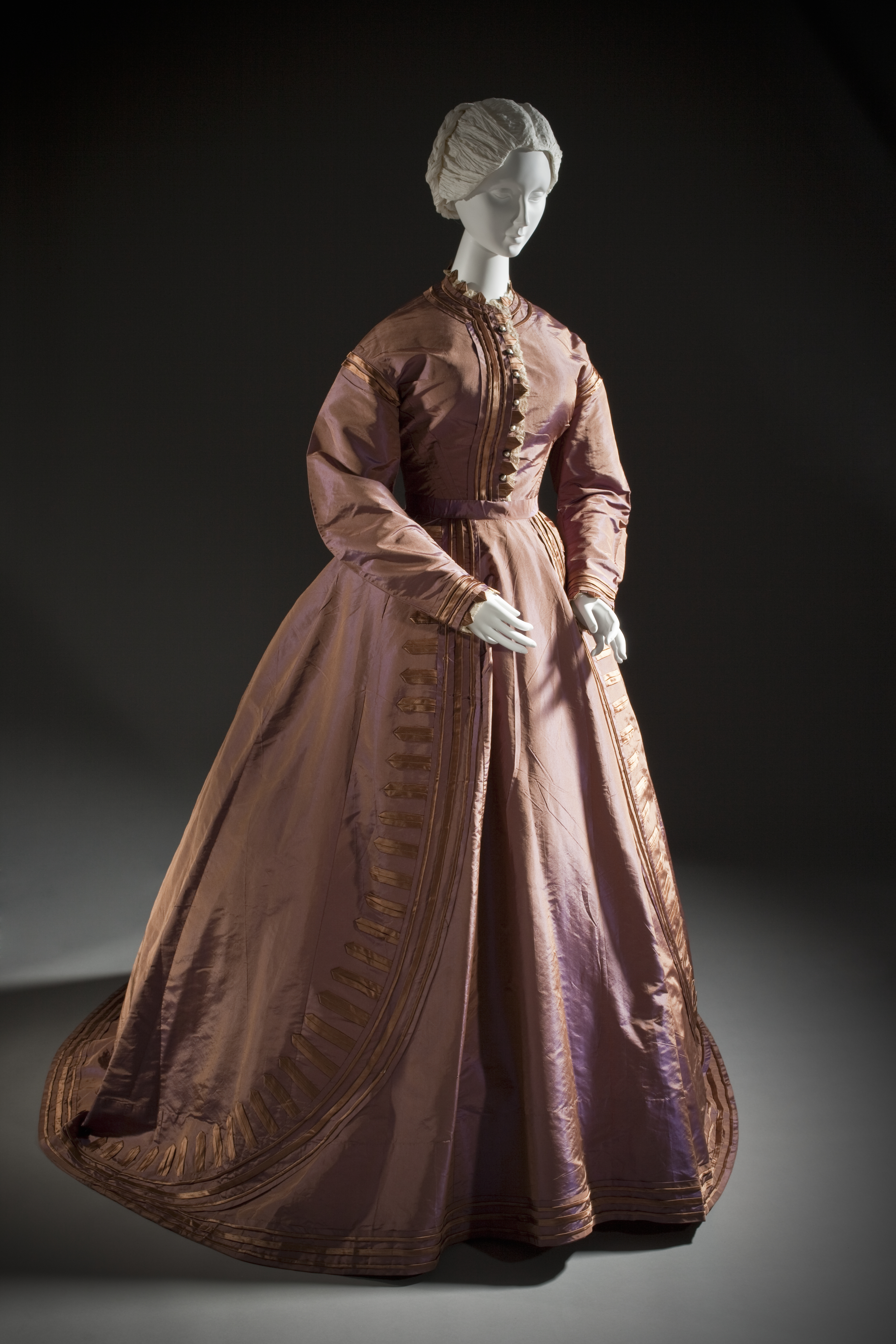
Suknia z tafty, ok. 1865

Tafta (fran. taffetas z wł. taffeta z per. tãfta - tkane, plecione, tkanina) – gęsta i sztywna tkanina wykonana z naturalnego jedwabiu, szeleszcząca i mieniąca się przy poruszaniu. Wykorzystywana najczęściej w sukniach wieczorowych i balowych.